# Kerala Blasters FC
Kerala Blasters FC is een voetbalclub uit India, die vanaf oktober 2014 uitkomt in de Indian Super League. 
In 2017 werd de Nederlander René Meulensteen aangesteld als trainer, hij werd echter na zeven wedstrijden op 2 januari 2018 ontslagen.
In 2019 kreeg de club opnieuw een Nederlandse trainer, in de persoon van Eelco Schattorie. Gianni Zuiverloon, ook een Nederlander, was op dat moment contractspeler bij Kerala Blasters. Schattorie werd na één seizoen ontslagen.

## Bekende (oud-)spelers
- Gianni Zuiverloon
- Dimitar Berbatov
- Michael Chopra
- David James
- Cédric Hengbart
- Duckens Nazon
- Graham Stack
- Sandesh Jhingan
- Matej Poplatnik

## Bekende (oud-)trainers
- Steve Coppell
- David James
- Eelco Schattorie
- René Meulensteen

ATK Mohun Bagan ·
Bengaluru ·
Chennaiyin ·
East Bengal ·
Goa ·
Hyderabad ·
Jamshedpur ·
Kerala Blasters ·
Mumbai City ·
NorthEast United ·
Odisha